# Handwerkskammer Münster
Die Handwerkskammer Münster (HWK Münster) mit Sitz an der Bismarckallee 1 in Münster ist die Selbstverwaltungsorganisation des Handwerks im Münsterland und in der Emscher-Lippe-Region. Sie wurde am 9. April 1900 auf der Grundlage des Reichsgesetzes zur Gewerbeordnung vom 26. Juli 1897 als Körperschaft des öffentlichen Rechts gegründet und nimmt die Interessen der selbständigen Handwerker und deren Beschäftigten wahr. Als Dienstleistungszentrum bietet die Kammer ein umfangreiches Informations-, Beratungs- und Weiterbildungsangebot. Sie arbeitet in engem Verbund mit den regionalen Innungen und Kreishandwerkerschaften im Kammerbezirk Münster zusammen, über die sie die Rechtsaufsicht hat. Die HWK Münster ist Mitglied des Westdeutschen Handwerkskammertags mit Sitz in Düsseldorf sowie Teil des Deutschen Handwerkskammertages mit Sitz in Berlin und über diesen Mitglied des Zentralverbandes des Deutschen Handwerks.

## Kammerbezirk Münster
Der Bezirk der Handwerkskammer Münster liegt in Nordrhein-Westfalen an der Grenze zu den Niederlanden, umfasst das Münsterland und die Emscher-Lippe-Region und ist identisch mit dem Regierungsbezirk Münster mit rund 2,7 Millionen Einwohnern. In den fünf Kreisen Borken, Coesfeld, Recklinghausen, Steinfurt, Warendorf und den drei kreisfreien Städten Bottrop, Gelsenkirchen und Münster sind alle ansässigen Handwerksbetriebe Mitglied der Handwerkskammer. In diesen 27.900 Betrieben arbeiten rund 192.000 Beschäftigte, die jährlich einen Umsatz von 23 Milliarden Euro erwirtschaften. 15.200 Jugendliche erhalten im Handwerk der Region eine Ausbildung.

## Kreishandwerkerschaften und Innungen
Neben der Handwerkskammer in Münster gab es in jedem der acht Stadt- und Landkreise des Kammerbezirks eine Kreishandwerkerschaft als gemeinsame Interessensvertretung der jeweiligen Innungen. Mit Beginn des Jahres 2000 fusionierten die Kreishandwerkerschaften in Bottrop und Gelsenkirchen sowie auch Steinfurt und Warendorf.
Die Kreishandwerkerschaften im Kammerbezirk Münster:
- Kreishandwerkerschaft Borken
- Kreishandwerkerschaft Coesfeld
- Kreishandwerkerschaft Münster
- Kreishandwerkerschaft Steinfurt-Warendorf
- Kreishandwerkerschaft Emscher-Lippe-West
- Kreishandwerkerschaft Recklinghausen

## Geschichte
Im Namen Kaiser Wilhelms wurde am 26. Juli 1897 ein Gebot erlassen, Handwerkskammern zu bilden und mit Schlüsselfunktionen der Selbstbestimmung auszustatten. Dies führte zur Gründung der Kammern, in denen sich die Handwerkerschaft regional organisiert. Die Handwerkskammer in Münster gründete sich wenig später am 9. April 1900, als 24 Handwerker als Vertreter der Innungen und Gewerbevereine die erste Vollversammlung eröffneten. Der erste Präsident der Kammer war der Tischlermeister Hermann Kleist. Als Hauptgeschäftsführer wurde A. Schellen ernannt. Zusammen mit den Kammern in Arnsberg und Dortmund wurde 1901 ein erster Westfälischer Handwerkskammertag abgehalten. Die Kammer schaffte verbindliche Grundlagen für die Berufsausübung und entwickelte sich mehr und mehr von einer Ordnungs- und Verwaltungsinstanz zum Betreuer- und Förderfaktor des Berufsstands, der Berufstätigen sowie der Betriebe. Nach anfangs nur geringem Interesse der Öffentlichkeit am Handwerk, verbesserte sich nun zunehmend das Ansehen. Seit 1953 beschreibt die Handwerksordnung die Aufgaben der Handwerkskammer.

## Mitgliedschaft
Zur Handwerkskammer gehören die Inhaber eines Betriebes eines Handwerks oder handwerksähnlichen Gewerbes des Handwerkskammerbezirks sowie die Gesellen, andere Arbeitnehmer mit einer abgeschlossenen Berufsausbildung und die Lehrlinge dieser Gewerbetreibenden. Zur Handwerkskammer gehören auch Personen aus dem Handwerk, die selbständig eine sogenannte nicht-wesentliche Tätigkeit eines Handwerks gewerblich ausüben. Das ist im § 90, Abs. 2 bis 4 der Handwerksordnung festgelegt. Es besteht eine Pflichtmitgliedschaft in der Handwerkskammer.

## Gremien, Ehren- und Hauptamt
Die Handwerkskammer erfüllt ihre Aufgaben in Wirtschaft, Staat und Gesellschaft in partnerschaftlicher Zusammenarbeit von ehrenamtlichen und hauptamtlichen Kräften. In diesen Gremien der Handwerkskammer Münster sind Ehrenamtsträger aktiv:
- in der Vollversammlung
- im Berufsbildungsausschuss
- im Wirtschaftsförderungsausschuss
- in Meisterprüfungsausschüssen
- in Fortbildungsprüfungsausschüssen
- in Gesellenprüfungsausschüssen

Oberstes Gremium ist die Vollversammlung mit 60 gewählten Mitgliedern; davon 40 Vertreter der Arbeitgeber und 20 Vertreter der Arbeitnehmer im Handwerk. Sie vertreten das gesamte Handwerk und handwerksähnliche Gewerbe. Die Vollversammlung tagt zweimal jährlich und fasst Beschlüsse in allen wesentlichen Belangen, die die Arbeit der Handwerkskammer und die Wahrnehmung der Interessen des Gesamthandwerks betreffen. Hierzu zählen auch die Festsetzung des Haushaltsplans, der Gebühren und Beiträge sowie der Vorschriften über die Berufsausbildung. Die Vollversammlung wählt die Mitglieder des Vorstandes und der Ausschüsse.
Dem Vorstand obliegt die Verwaltung der Handwerkskammer. Er besteht aus dem Präsidenten als Vorsitzendem sowie zwei Vizepräsidenten und sechs weiteren Mitgliedern.
Die Ausschüsse beraten die Vollversammlung und erarbeiten für diese Vorschläge und Stellungnahmen.
Die laufenden Geschäfte werden vom Hauptgeschäftsführer geführt.
Die Handwerkskammer Münster wird gemeinsam durch den Handwerkspräsidenten (ehrenamtlich) und den Hauptgeschäftsführer (hauptberuflich) gerichtlich und außergerichtlich vertreten.

### Präsidenten
- 1900–1902: Tischlermeister Hermann Kleist
- 1902–1904: Fleischermeister Florenz Ernst
- 1904–1927: Bäckermeister Johannes Kehl
- 1927–1933 und 1945–1949: Baumeister Franz Bielefeld
- 1933–1945: Malermeister Richard Wagener
- 1949–1968: Baumeister Philipp Klee
- 1968–2000: Maler- und Lackierermeister, Glasermeister Paul Schnitker
- 2000–2014: Schornsteinfegermeister Hans Rath
- seit 2014: Elektroinstallateur- und Kälteanlagenbauermeister Hans Hund

### Hauptgeschäftsführer
- 1900–1918: A. Schellen
- 1918: Offenbach
- 1919–1932: Ludwig Schürmann
- 1932–1964: Clemens Kahmann
- 1964–1969: Franz Berding
- 1969–1994: Bernd Schulze Wierling
- 1994–2001: Karlheinz Leineweber
- 2001–2008: Walter Bourichter
- 2008–2016: Hermann Eiling
- 2016–2017: Thomas Ostendorf
- seit 2017: Thomas Banasiewicz

## Aufgaben und Ziele
Als Selbstverwaltungseinrichtung des Handwerks in Form einer Körperschaft des öffentlichen Rechts setzt sich die Handwerkskammer Münster für die Interessen des Handwerks ein. Sie versteht sich zudem als Dienstleistungszentrum für ihre Mitglieder – die Handwerksbetriebe und deren Beschäftigte und Lehrlinge im Kammerbezirk Münster.

### Aufgaben
Die Kammer erbringt eine Vielzahl von Aufgaben, die in § 91 der Handwerksordnung festgelegt sind. Dazu gehören:
- die Förderung der Interessen des Handwerks
- die Unterstützung der Behörden in der Förderung des Handwerks durch Anregungen, Vorschläge, Gutachten und Berichte
- die Führung der Handwerksrolle
- die Führung der Lehrlingsrolle
- die Regelung der Berufsausbildung und Überwachung ihrer Durchführung
- der Erlass von Gesellen-, Fortbildungs- und Meisterprüfungsordnungen
- die Errichtung von Gesellen-, Fortbildungs- und Meisterprüfungsausschüssen
- die Förderung der technischen und betriebswirtschaftlichen Fortbildung der Meister und Gesellen zur Erhaltung und Steigerung der Leistungsfähigkeit des Handwerks
- die Bestellung und Vereidigung von Sachverständigen
- die Förderung der wirtschaftlichen Interessen des Handwerks
- die Förderung der Formgestaltung im Handwerk
- die Einrichtung von Vermittlungsstellen zur Beilegung von Streitigkeiten zwischen Handwerkern und Kunden

### Ziele
Ziele sind das Wohl der angeschlossenen Handwerksbetriebe, die Stärkung ihrer Leistungs- und Wettbewerbsfähigkeit und die Erhaltung und Verbesserung der rechtlichen und politischen Rahmenbedingungen als Voraussetzung ihrer Existenz. Stärken wie Flexibilität, Innovationsfähigkeit und Kundennähe sollen gefördert werden. Zugleich werden die Betriebe bei der Bedienung neuer Nachfragewünsche, bei der Lösung von komplexen Fragestellungen und bei der Erschließung neuer Märkte im In- und Ausland unterstützt.
Bilden, Beraten, Fördern – das sind die Arbeitsschwerpunkte. Die Handwerkskammer fördert die Handwerks- und handwerksähnlichen Betriebe und potenzielle Existenzgründer und hält ein umfassendes, bedarfsorientiertes Bildungsangebot für die Unternehmer und die Mitarbeiterinnen und Mitarbeiter bereit.

## Politische Interessenvertretung
Die Handwerkskammer setzt sich für eine mittelstandsfreundliche Politik und die Verbesserung der Rahmenbedingungen für das Handwerk im Kammerbezirk Münster ein. Sie pflegt engen Kontakt zur Bezirksregierung Münster sowie den Kreisen und Kommunen des Münsterlandes und der Emscher-Lippe-Region. Hier artikuliert sie die Interessen des Handwerks – der von ihr vertretenen Arbeitgeber und Arbeitnehmer – in Bezug auf die regionale Strukturpolitik. Über die Mitwirkung in Gremien der Handwerksorganisation fließen die politischen Positionen der Kammer auch in Stellungnahmen des Handwerks zur Landes-, Bundes- und EU-Politik ein. Die Handwerkskammer ist überdies regelmäßig mit Landesministerien und Abgeordneten aus der Region im direkten Gespräch.

## Nachwuchsgewinnung und Ausbildungsberatung
Die Ausbildung des Berufsnachwuchses im dualen System, in dem Lehrlinge im Betrieb und in der überbetrieblichen Unterweisung praktisch ausgebildet werden und im Berufskolleg das notwendige theoretische Wissen für ihren Beruf erlernen, ist die entscheidende Grundlage für die Leistungsfähigkeit des Handwerks. Die Handwerkskammer Münster hilft Ausbildungsbetrieben, Nachwuchs zu finden – etwa durch die Ferienaktion „Abenteuer Werkstatt“, in der Schüler das Handwerk in Lehrwerkstätten erleben. Zudem berät die Kammer Ausbilder und Azubis für ein gutes Gelingen der Lehrzeit und einen erfolgreichen Ausbildungsabschluss.

## Wirtschaftsförderung
Die Handwerkskammer Münster fördert die Leistungs- und Wettbewerbsfähigkeit der Handwerksunternehmen durch betriebswirtschaftliche und rechtliche Unternehmensberatung, Beratung bei Rechtsfragen und Vermittlungsdienste. Ökonomen, Ingenieure und Juristen unterstützen die Betriebe mit ihrem Sachverstand. Zahlreiche Beratungsgespräche finden vor Ort in den Handwerksbetrieben statt. In der Initiative Handwerk Digital bündelt die Handwerkskammer Münster ihre Aktivitäten zur Digitalisierung: Mit mehr Service, Beratung und Bildung will sie die Betriebe bei der Umsetzung digitaler Lösungen unterstützen.
Die Beratungsschwerpunkte:
- Unternehmensführung
- Existenzgründung
- Übergabe und Übernahme von Betrieben
- Technik
- Technologie und Innovation
- Umwelt und Energie
- Handwerk Digital
- Außenwirtschaft
- Recht
- Förderprogramme

## Bildungszentrum der Handwerkskammer Münster
Das Handwerkskammer Bildungszentrum Münster ist ein Zentrum für Bildungsdienstleistungen der Handwerkskammer Münster für Lehrlinge, Gesellen und Meister, aber auch Interessenten aus anderen Wirtschaftsbereichen. Es bietet verschiedene Bildungsbausteine an:
- Ausbildung: Die Ausbildung der Lehrlinge in Betrieb und Schule wird ergänzt durch die überbetriebliche Unterweisung (ÜLU) in den Lehrwerkstätten des HBZ. Zur Berufsvorbereitung gibt es Anpassungsmaßnahmen, Fortbildungen und Vollausbildungen als Sondermaßnahmen sowie Prüfungsvorbereitungen als Unterstützung während der Lehre. Zielgruppen sind arbeitslose Erwachsene und Jugendliche.
- Meisterschulen: Meisterschulen zur Vorbereitung auf die Meisterprüfung werden in 29 Berufen berufsbegleitend und als Tagesschule angeboten.
- Weiterbildung: Das Fort- und Weiterbildungsangebot des HBZ umfasst betriebswirtschaftliche und technische, gestalterische, gewerblich-technische, informationstechnische und kaufmännische Seminare und Lehrgänge.
- Studium: Die „Akademie Bauhandwerk“ führt in Kooperation mit dem Fachbereich Bauingenieurwesen der Fachhochschule Münster den Studiengang „Bauen im Bestand – Bachelor of Engineering“ durch. Der Bachelor-Studiengang „Fashion Management“ wird in Zusammenarbeit mit der Fachhochschule des Mittelstands in Bielefeld angeboten.
- Firmenschulungen: Schulungen werden entweder vor Ort in den Betrieben oder in den Räumen des HBZ durchgeführt.

Den Grundstein für diese Einrichtung legte die Handwerkskammer Münster in den 1950er Jahren: 1956 eröffnete sie an der Körnerstraße in Münster ihre erste Lehrwerkstatt. Eine weitere Bildungsstätte kam 1976 am Daimlerweg hinzu. Im Jahr 1978 entstand der erste Bauabschnitt für das Handwerkskammer Bildungszentrum (HBZ) an der Echelmeyerstraße in Münster. 2013 eröffnete die Handwerkskammer Münster zusätzliche Bildungseinrichtungen auf Haus Kump: das Gestaltungs- und Medientransferzentrum und das Fachwerk-Kompetenzzentrum.
Insgesamt verfügt das HBZ über 56 Lehrwerkstätten, 9 EDV- bzw. Multimediaräume und über 30 Unterrichtssäle – allesamt barrierefrei zugänglich.

## Öffentlichkeitsarbeit
Schon 1902 gab die Kammer in Münster ihr erstes monatliches Informationsblatt heraus. Seit 1969 beteiligt sie sich mit einem eigenen Kammerteil an der überregionalen Handwerkszeitung, die ihre zentrale Redaktion in Düsseldorf hat und inzwischen unter dem Titel „DHB – Deutsches Handwerksblatt“ erscheint. In den 1970er Jahren wurde eine eigene Abteilung für Öffentlichkeitsarbeit eingerichtet, die im Laufe der Zeit zum Stabsbereich ausgebaut wurde.
Um den handwerklichen Standpunkt öffentlichkeitswirksam zu verbreiten, pflegt die Kammer ständigen Kontakt vor allem zu Journalisten der örtlichen und regionalen Medien. Des Weiteren zu Politikern, Kommunalverwaltungen und benachbarten Wirtschaftsorganisationen. Redaktionsbesuche und Pressekonferenzen, Hintergrundgespräche und Interviewvermittlung sollen hierbei dem Handwerk die Chance eröffnen, sich darzustellen.
Zusätzlich bietet die HWK über ihr ständig erweitertes und überarbeitetes Internetangebot und Soziale Medien ausführliche Informationen und Dokumente aus allen Aufgabenbereichen für ihre Mitgliedsbetriebe und interessierte Benutzer.